# Melitaea batangensis
Melitaea batangensis är en fjärilsart som beskrevs av Belter 1944. Melitaea batangensis ingår i släktet Melitaea och familjen praktfjärilar. Inga underarter finns listade i Catalogue of Life.